# Nesticus paynei
Espèce
Nesticus paynei est une espèce d'araignées aranéomorphes de la famille des Nesticidae.

## Distribution
Cette espèce est endémique des États-Unis. Elle se rencontre au Tennessee dans les comtés d'Anderson, de Carter, de Hamilton, de Hancock, de Hawkins, de Jefferson, de Knox, de Loudon, de Meigs, de Roane, de Sevier, de Sullivan, d'Unicoi et d'Union, en Caroline du Nord dans le comté de Mitchell et en Virginie dans le comté de Scott,.

## Description
Le mâle holotype mesure 3,30 mm et la femelle paratype 4,15 mm.

## Systématique et taxinomie
Cette espèce a été décrite par Gertsch en 1984.

## Étymologie
Cette espèce est nommée en l'honneur de Jerry A. Payne.

## Publication originale
- Gertsch, 1984 : « The spider family Nesticidae (Araneae) in North America, Central America, and the West Indies. » Bulletin of the Texas Memorial Museum, vol. 31, p. 1-91 (texte intégral).